# Угьен Церинг
Угьен Церинг (англ. Ugyen Tshering; род. 8 августа 1954) — бутанский политик, министр иностранных дел с 11 апреля 2008 года.

## Биография
До середины 2007 года Угьен Церинг был министром труда, после чего вместе с шестью другими министрами подал в отставку, чтобы заняться политикой и принять участие в первых в стране демократических выборах 2008 года. После выборов 11 апреля 2008 года он стал министром иностранных дел.